# 드미트리 흐로민
드미트리 흐로민(러시아어: Дмитрий Хромин, 폴란드어: Dmitrij Chromin, 1982년 10월 21일~)는 러시아계 폴란드인 남자이며, 페어 피겨스케이팅 선수로서 폴란드 대표로 활동하고 있다. 레닌그라드 출생이다. 그는 도미니카 피아트코프스카(Dominika Piatkowska)와 경기에 참가하고 있다.